# Nyctalus (Zeitschrift)
NYCTALUS (Neue Folge) ist eine Fledermaus-Fachzeitschrift, die seit 1978 in Fortsetzung der alten Folge gleichen Namens (1969–1976) existiert. Der Nyctalus steht wissenschaftlichen Originalarbeiten und kleinen Mitteilungen aus allen Bereichen der Fledermausforschung und des Fledermausschutzes offen. Als weltweit einzige Fledermaus-Fachzeitschrift erscheint der Nyctalus komplett in Farbe und jährlich in 2 Ausgaben mit einem Gesamtumfang von rund 400 Seiten pro Band (inklusive Inhaltsverzeichnis und Gesamtregister).

## Inhalt
Im Nyctalus finden sich wissenschaftliche Beiträge vorwiegend aus dem deutschsprachigen Raum, mehr oder weniger regelmäßig  auch aus Polen, Tschechien, der Slowakei und den Niederlanden. Alle Originalbeitrage haben außer der deutschen auch eine englische Zusammenfassung. Die internationale Zusammenarbeit ist folglich ein wichtiges Element der Zeitschrift. Das geht auch aus den Referaten zu den neuesten Veröffentlichungen aus anderen Zeitschriften sowie von Büchern zum Fachgebiet hervor.

## Herausgeber und Schriftleitung
Nyctalus erschien 1978 erstmals unter der Herausgeberschaft von Heinrich Dathe, dem Direktor des Tierparks Berlin. 1991 wechselte der Herausgeber und die Zeitschrift erschien fortan beim Naturschutzbund Deutschland e. V./Bonn. 1996 trat ein erneuter Wechsel ein: Herausgeber wurde Joachim Haensel, der die Zeitschrift bereits seit ihrer Gründung im Jahre 1978 als Schriftleiter betreute.
Nach dem Tode Haensels ging die Herausgeberschaft an den Arbeitskreis Fledermäuse Sachsen-Anhalt e.V. über (seit 2013). Die Schriftleitung erfolgt durch Bernd Ohlendorf (Arbeitskreis Fledermäuse Sachsen-Anhalt e.V.), der redaktionell durch Marcus Fritze (Deutsche Fledermauswarte e.V.) unterstützt wird.
Zu jeder Ausgabe gibt es einen wissenschaftlichen Beirat, der sich aus Fledermauskundlern zusammensetzt, die die einzelnen Manuskripte begutachten (Peer-Review).
Das Team besteht des Weiteren aus einem Lektorat und dem Vertrieb, welcher durch Kathleen Kuhring geleitet wird.